# بوكر ريس
بوكر ريس (بالإنجليزية: Booker Reese)‏ هو لاعب كرة قدم أمريكية أمريكي، ولد في 20 سبتمبر 1959 في جاكسونفيل في الولايات المتحدة.

## وصلات خارجية
- بوكر ريس على موقع مرجع كرة القدم المحترفة.كوم (الإنجليزية)